# Йоан Дамаскин
Йоан Дамаскин (на арабски: يوحنا الدمشقي Yuḥannā Al Demashqi; на гръцки: Ιωάννης ο Δαμασκηνός; на латински: Iohannes Damascenus) е арабски християнски теолог, химнограф и светец, сред отците на Църквата, писал на гръцки език.

## Житие
Роден е в знатно арабско християнско семейство в Дамаск, сред центровете на арабския мюсюлмански свят. Видял умствените заложби на Йоан, Сергий се заел да му намери учител. Житието на свети Йоан Дамаскин гласи, че веднъж баща му видял на градския площад множество пленени християни. Един от тях бил образован монах, по произход италианец. Сергий го купил като роб и му поставил задачата да обучава Йоан и природения му брат Козма (бъдещия епископ на Маюм, известен в християнския свят като свети Козма Маюмски). Двамата получават забележително за времето си образование.
След смъртта на Сергий, Йоан наследява службата му при халифа, който отрано забелязва необикновения ум на Йоан. Междувременно в Източната римска империя започва разцветът на иконоборството. Йоан Дамаскин е един от най-горещите защитници на иконопочитанието. Император Лъв III (717 – 741) вижда в лицето на Йоан заплаха за утвърждаването на иконоборческата доктрина. В знак на предложение за дружба изпраща на халифа писмо, в което набеждава Йоан Дамаскин, че му е предложил помощта си за свалянето му от престола.
Според легендата разгневеният халиф уволнява доскорошния си близък помощник и го наказва, като му отсича ръката и я излага на публичен показ. След молбата на Йоан, халифът му разрешава да прибере отрязания крайник. Йоан Дамаскин отправя молитви към Богородица, допира отсечената ръка до тялото си и тя по чудотворен път зараства. Като вижда чудото, халифът разбира, че е наказал невинен човек и предлага на Йоан да се върне на предишната си служба, но той отказва и се отдава на аскетичен живот в манастира „Св. Сава Освещени“ край Йерусалим. Там бива ръкоположен за свещеник и доживява дълбока старост.
Тази версия обаче страда от много пороци. На първо място, според шариата измяна и бунт срещу владетеля безусловно се наказват със смърт. От друга страна, отрязването на ръката е наказание прилагано към крадците. Няма основание да се смята, че обвинение в метеж би се разминало само с отсичане на ръка.
В памет на чудото с отрязаната ръка на светеца е съставена иконографията на т. нар. „Богородица Троеручица“. Православната църква почита паметта на светеца на 4 декември (стар стил)/17 декември (нов стил).

## Богословско наследство
Многобройните богословски трудове на Йоан Дамаскин могат основно да бъдат групирани като полемични и систематични, макар в някои от тях да е трудно едното да се разграничи от другото. Йоан полемизира както с актуалното за времето му иконоборство, така и срещу по-древни ереси, като несторианството, а също и исляма. Основно съчинение на Йоан Дамаскин е „Точно изложение на православната вяра“, труд със значително място в тогавашното и съвременното богословие. Не по-маловажна е и „Диалектика“, където Йоан преосмисля в духа на християнството наследството от античната философия.
Йоан Дамаскин е смятан за създател на т. нар. „Осмогласник“ (октоих), който до голяма степен систематизира християнското богослужение и който се употребява в Православната църква и днес.